# Yllestads församling
Yllestads församling är en församling i Falköpings och Hökensås kontrakt i Skara stift. Församlingen ligger i Falköpings kommun i Västra Götalands län och ingår i Falköpings pastorat. 

## Administrativ historik
Församlingen har medeltida ursprung.
Församlingen var till 1998 moderförsamling i pastoratet Yllestad, Näs och Vistorp som från 1 maj 1927 även omfattade Vartofta-Åsaka församling och Kälvene församling. Församlingen införlivade 2002 Kälvene församling, Näs församling, Vartofta-Åsaka församling och Vistorps församling. Sedan 1998 ingår församlingen i Falköpings pastorat som från 2010 består av församlingarna Falköping, Mösseberg, Slöta-Karleby, Åslebygden och Yllestad.

## Kyrkor
- Kälvene kyrka
- Näs kyrka
- Vartofta-Åsaka kyrka
- Vistorps kyrka
- Yllestads kyrka